# Zebe
Zebe är ett samhälle i Bosnien och Hercegovina.   Det ligger i entiteten Federationen Bosnien och Hercegovina, i den västra delen av landet, 170 km väster om huvudstaden Sarajevo. Zebe ligger 787 meter över havet och antalet invånare är 108.
Terrängen runt Zebe är kuperad söderut, men norrut är den bergig. Närmaste större samhälle är Bosansko Grahovo, 9,7 km söder om Zebe. 
Omgivningarna runt Zebe är en mosaik av jordbruksmark och naturlig växtlighet. Runt Zebe är det ganska tätbefolkat, med 93 invånare per kvadratkilometer.